# Sergio Álvarez Rodríguez de Villamil
Sergio Álvarez Rodríguez de Villamil, o de Villaamil (Madrid; 14 de marzo de 1889 -  Madrid; 7 de mayo de 1960) fue médico y político español, alcalde de Madrid durante la Segunda República.
Accedió al ayuntamiento de Madrid en octubre de 1934, al hacerse cargo del ayuntamiento una gestora tras los sucesos revolucionarios de dicha fecha, con Rafael Salazar Alonso como alcalde. Villamil sustituyó a Salazar (que dimitió debido al escándalo del "estraperlo") en octubre de 1935 y ocupó el cargo de alcalde hasta el triunfo del Frente Popular en las elecciones de febrero de 1936, que restauraron la corporación municipal destituida en 1934.
Da nombre a la estación del tren ligero Álvarez de Villamil en el PAU de Sanchinarro de Madrid.